# Psoralea testariae
Psoralea testariae är en ärtväxtart som beskrevs av Ferdinand von Mueller. Psoralea testariae ingår i släktet Psoralea och familjen ärtväxter. Inga underarter finns listade i Catalogue of Life.